# Лоуренс, Эрнест Орландо
Эрнест Орландо Ло́уренс (англ. Ernest Orlando Lawrence; 8 августа 1901, Кантон, Южная Дакота, США — 27 августа 1958, Пало-Алто, Калифорния, США) — американский физик, создатель первого циклотрона (1930), за что он был удостоен Нобелевской премии (1939). Проводил исследования по ядерной физике и принимал участие в создании атомной бомбы.
Член Национальной академии наук США (1934), иностранный почётный член Академии наук СССР (1942).

## Ранние годы
Эрнест Орландо Лоуренс родился в Кантоне, штат Южная Дакота, 8 августа, 1901 года. Его родители, Карл Густавус и Гунда (урожденная Якобсон) Лоуренс, были потомками норвежских иммигрантов, которые встретились во время обучения в средней школе в Кантоне, где его отец был директором. У него был младший брат, Джон Х. Лоуренс, который впоследствии занялся медициной и был первооткрывателем в области ядерной медицины. Его лучшим другом детства был Мерль Туве, который впоследствии также стал очень квалифицированным физиком-ядерщиком.
Лоуренс посещал государственные школы Кантона и Пьера, затем поступил в Колледж Св. Олафа в Нортфилде, штат Миннесота, но через год был переведен в Университет Южной Дакоты в Вермиллионе. Он получил степень бакалавра в области химии в 1922 году и степень магистра в области физики в Миннесотском университете в 1923 году под руководством Суонн, Уильям. Для своей магистерской диссертации Лоуренс построил экспериментальный аппарат, который вращал эллипсоид через магнитное поле.
Вместе с Суонном Лоуренс перешёл в Чикагский университет, а затем в Йельский университет в Нью-Хейвене, штат Коннектикут, где в 1925 году Лоуренс защитил докторскую диссертацию по физике, посвящённую фотоэффекту в парах калия. Он был избран членом некоммерческого общества чести для учёных и инженеров «Sigma Xi» и, по рекомендации Суонна, получил стипендию Национального исследовательского совета. Вместо того, чтобы потратить её на поездку в Европу, как это было принято в то время, он остался с Суонном в Йельском университете в качестве исследователя.
С Джесси Бамсом из Виргинского университета Лоуренс продолжил исследовать фотоэффект. Они показали, что фотоэлектроны появляются через 2·10−9 секунд после того, как фотоны ударяются о поверхность фотоэлектрической системы. Данная величина близка к пределу измерения, доступному в то время. Сокращение времени излучения благодаря быстрому включению и выключению источника света привело к тому, что спектр излучаемой энергии получался шире, что соответствовало принципу неопределенности Вернера Гейзенберга.

## Начало карьеры
В 1926 и 1927 годах Лоуренс получил предложения работы старшим преподавателем в Вашингтонском университете в Сиэтле и Калифорнийском университете в Беркли с зарплатой 3500 долларов США в год. В то же время ему поступило предложение из Йельского университета, но с зарплатой 3000 долларов. Лоуренс решил остаться в более престижном Йельском университете, но поскольку он никогда не был преподавателем, его назначение возмутило некоторых его коллег и многие не могли закрыть глаза на его происхождение из семьи иммигрантов из Южной Дакоты.
В 1928 году Лоуренс был принят на работу доцентом физики в Беркли, а через два года стал профессором, став самым молодым профессором университета. В Чешском клубе, куда Лоуренс вступил в 1930 году, он встретил Уильяма Генри Крокера, Эдвина Паули и Джона Фрэнсис Нейлана. Будучи влиятельными людьми, они помогли ему получить соответствующие материальные средства на исследования ядерных частиц. Большие надежды на использование достижений ядерной физики в медицине были основным толчком к финансированию исследований Лоуренса на ранних этапах.

## Работы по циклотрону

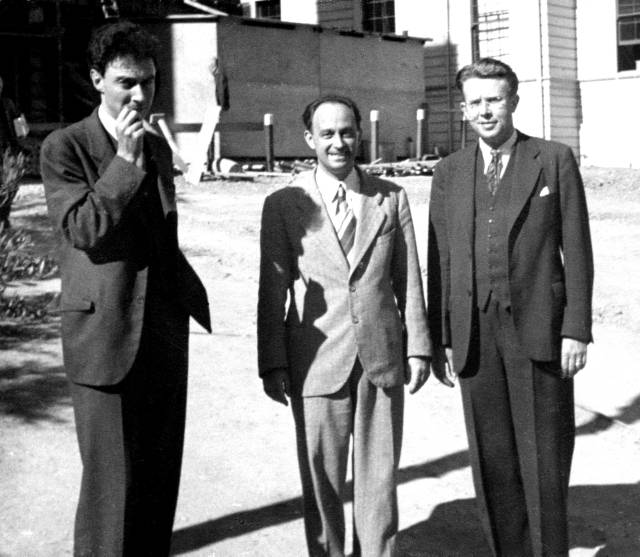
Оппенгеймер, Ферми и Лоуренс, 1940 г.

### Изобретение
Изобретение, которое принесло Лоуренсу международную известность, началось с зарисовки на клочке бумажной салфетки. В 1929 году Лоуренс в библиотеке наткнулся на статью Рольфа Видероэ и заинтересовался одной из диаграмм. Его внимание привлекло изображение устройства, которое получало частицы с высокой энергией с помощью череды небольших «толчков». Изображенный прибор представлял собой электроды, выложенные в прямую линию по мере увеличения их длины (прообраз резонансного линейного ускорителя). В это время физики только начинали исследовать атомное ядро. В 1919 году, новозеландский физик Эрнест Резерфорд облучил азот альфа-частицами, в результате чего удалось выбить протон из некоторых ядер. Однако в силу своего положительного заряда ядра отталкивались друг от друга и были связаны друг с другом силой, которую физики только начинали понимать. Чтобы преодолеть эту силу требовалась гораздо более высокая энергия — порядка миллионов электрон-вольт.
Лоуренс отметил, что такой ускоритель частиц скоро станет слишком длинным и громоздким для его университетской лаборатории. Размышляя о том, как сделать ускоритель более компактным, Лоуренс решил установить круговую ускоряющую камеру между полюсами электромагнита. Протоны ускорялись двумя полукруглыми электродами, а магнитное поле придавало бы заряженным протонам спиральную траекторию. Примерно через сто оборотов можно было бы на выходе получить пучок частиц с высокой энергией. Это был способ получения частиц с очень высокой энергией без использования высокого напряжения. Лоуренс вместе с Н. Эдлефсеном сделали первый образец циклотрона, он был изготовлен из латуни, проволоки, сургуча и имел диаметр всего лишь 4 дюйма (10 см) — его можно было удерживать в одной руке.
Для развития идеи Лоуренс привлек двух аспирантов — Д.Слоана и М.Ливингстона, которые приступили к разработке ускорителя Видероэ и циклотрона Эдлефсена соответственно. Оба проекта оказались эффективными, и к маю 1931 года линейный ускоритель Слоана смог ускорить ионы до энергии 1 МэВ. У Ливингстона была более трудная техническая задача, но когда он приложил напряжение 1800 В к своему 11-дюймовому циклотрону 2 января 1931 года, он получил протоны с энергией 80 000 эВ, а через неделю — уже 1.22 МэВ при напряжении 3000 В.

### Развитие
Как только появились первые успехи, Лоуренс начал планировать новый, более крупный прибор. В начале 1932 года Лоуренс и Ливингстон разработали макет циклотрона размером 27 дюймов (69 см). Магнит для 11-дюймового циклотрона стоимостью 800 долларов весил 2 тонны, но Лоуренс обнаружил массивный 80-тонный магнит, ржавевший на свалке в Пало-Алто для 27-дюймовых приборов, которые первоначально были построены во время Первой мировой войны для питания трансатлантической радиосвязи. В циклотроне были установлены мощные устройства, однако даже это не привело к научному открытию. В апреле 1932 года Джон Кокрофт и Эрнест Уолтон в Лаборатории Кавендиша в Англии объявили, что они смогли превратить литий в гелий после его бомбардировки протонами. Необходимая энергия оказалась достаточно низкой — в пределах возможностей 11-дюймового циклотрона. Узнав об этом, Лоуренс отправил сообщение в Беркли и попросил проверить результаты Кокрофта и Уолтона. Команде потребовалось время до сентября, чтобы сделать это, в основном из-за отсутствия подходящей аппаратуры.
Важные открытия продолжали ускользать от Радиационной лаборатории Лоуренса, главным образом из-за его сосредоточения на развитии циклотрона, а не на его научном применении. Однако, благодаря его всё более крупным сооружениям, Лоуренс смог предоставить необходимое оборудование для экспериментов в физике высоких энергий. Вокруг этого устройства он построил то, что стало передовой лабораторией в мире для новой области исследований ядерной физики в 1930-х годах. Он получил патент на циклотрон в 1934 году благодаря Научно-исследовательской корпорации — частному фонду, который финансировал большую часть ранних исследований Лоуренса.
В феврале 1936 года президент Гарвардского университета Джеймс Б. Конант сделал заманчивое предложение Лоуренсу и Оппенгеймеру. Не желая отпускать талантливого ученого, президент Калифорнийского университета Роберт Г. Спрул со своей стороны ответил на этот жест улучшением условий работ для Лоуренса: с 1 июля 1936 года Радиационная лаборатория стала официальным подразделением Беркли, а Лоуренс — её директором. Университет предоставлял 20 000 долларов ежегодно на его исследовательские работы. Лоуренс собрал в своей лаборатории аспирантов и младших преподавателей физического факультета, наряду с недавно защитившимся сотрудниками, желающими работать за что угодно, а также с владельцами стипендий и состоятельными людьми, которые могли работать просто так.

### Применение
Используя новый 27-дюймовый циклотрон, научная группа в Беркли обнаружила, что при бомбардировке недавно обнаруженным дейтерием каждый элемент излучал энергию в одном и том же диапазоне. Они постулировали существование новой и прежде неизвестной частицы, которая была возможным источником безграничной энергии. Уильям Лоуренс из The New York Times назвал Лоуренса «новым чудотворцем науки». По приглашению Кокрофта Лоуренс присутствовал на Солвеевской конференции в 1933 году в Бельгии, где регулярно собирались лучшие физики мира. Как правило все участники были из Европы, но иногда приглашали выдающихся американских ученых, таких как Роберт Милликен или Артур Комптон. Лоуренс выступил с докладом о циклотроне. Стремления Лоуренса получить безграничную энергию встретили противоположный прием на Солвеевской конференции. Он столкнулся с испепеляющим скептицизмом представителей лаборатории Кавендиша Джеймса Чедвика, физика, который открыл нейтрон в 1932 году, за что был удостоен Нобелевской премии в 1935 году. Чедвик предположил, что научная группа Лоуренса наблюдала всего лишь за загрязнением своего аппарата.
По прибытии в Беркли Лоуренс мобилизовал свою группу, чтобы тщательно изучить результаты и собрать достаточное количество доказательств, чтобы убедить Чедвика. Между тем, в лаборатории Кавендиша Резерфорд и Олифант обнаружили, что два атома дейтерия, сливаясь, образуют гелий-3, что и вызывает эффект, наблюдаемый циклотронами. Мало того, что Чедвик был прав в том, что они наблюдали за загрязнением прибора, но они упустили ещё одно важное открытие — ядерное слияние. Лоуренс стал настаивать на создании ещё больших циклотронов. 27-дюймовый прибор был заменён 37-дюймовым циклотроном в июне 1937 года, который, в свою очередь, был заменён 60-дюймовым циклотроном в мае 1939 года. Он был использован для бомбардировки железа и производства первых радиоактивных изотопов уже в июне.
Поскольку легче было собрать деньги на исследования в области медицины, в частности лечения рака, чем для ядерной физики, Лоуренс предложил использовать циклотрон для медицинских исследований. Работая со своим братом Джоном и Израилем Л. Чайкоффом из отделения физиологии Университета Калифорнии, Лоуренс поддерживал исследования в области использования радиоактивных изотопов в терапевтических целях. Фосфор-32 был легко получен в циклотроне. Джон использовал изотоп в процессе лечения пациентки, страдающей полицитемией (заболеванием крови), а также в тестах на мышах с лейкемией. Он обнаружил, что радиоактивный фосфор концентрируется в быстрорастущих раковых клетках. Это привело к клиническим испытаниям на людях. Результаты терапии в 1948 году показали, что при соблюдении определённых условий возникали ремиссии. Лоуренс также надеялся на медицинское применение нейтронов. Первый пациент с раком получил нейтронную терапию от 60-дюймового циклотрона 20 ноября. Чайкофф провел испытания по использованию радиоактивных изотопов в качестве радиоактивных индикаторов для изучения механизма биохимических реакций.
Лоуренс был удостоен Нобелевской премии по физике в ноябре 1939 года «за изобретение и развитие циклотрона и за полученные благодаря ему результаты, особенно в области изучения синтетических радиоактивных изотопов элементов». Он был первым в Беркли, а также первым выходцем из Южной Дакоты, кто стал лауреатом Нобелевской премии. 29 февраля 1940 года в Беркли, Калифорния, из-за Второй мировой войны церемония вручения Нобелевской премии состоялась в зале Уилера в университетском городке. Лоуренс получил свою медаль от Карла Э. Валлерстедта, генерального консула Швеции в Сан-Франциско. Роберт У. Вуд написал Лоуренсу и предсказуемо заметил: «Я уверен, что старик Нобель бы одобрил Ваши основополагающие заслуги в направлении катастрофического взрыва урана».
В марте 1940 года Артур Комптон, Вэнивар Буш, Джеймс Б. Конант, Карл Т. Комптон и Альфред Ли Лумис отправились в Беркли, чтобы обсудить предложение Лоуренса о создании 184-дюймового циклотрона с 4500-тонным магнитом, создание которого оценивалось в 2,65 миллиона долларов. Фонд Рокфеллера предоставил $ 1,15 млн для начала реализации проекта.

## Вторая мировая война и Манхэттенский проект

### Радиационная лаборатория
После начала Второй мировой войны в Европе, Лоуренс участвовал в военных проектах. Он помогал набирать сотрудников в лабораторию радиации Массачусетского технологического института для усовершенствования магнетронного резонатора, изобретенного командой Олифанта в Великобритании. Название новой лаборатории было скопировано из лаборатории Лоуренса в Беркли по соображениям безопасности. Ученый также принял участие в наборе персонала для лабораторий, занимающихся разработкой методов обнаружения немецких подводных лодок. Между тем в Беркли продолжались работы с циклотронами. В декабре 1940 года Сиборг и Сегре при бомбардировке урана-238 дейтронами в 60 дюймовом циклотроне получили новый элемент нептуний-238, который претерпевал β-распад с образованием плутония-238. Было установлено, что плутоний-239 может подвергаться радиоактивному распаду, что может быть использовано при создании атомной бомбы.
Лоуренс предложил Сегре ставку научного сотрудника с зарплатой 300 долларов США в месяц в течение шести месяцев. Однако, позже сократил её до 116 долларов США в месяц, когда узнал, что Сегре был юридически заперт в Калифорнии. Когда члены совета Калифорнийского университета хотели уволить Сегре из-за его национальности, Лоуренсу удалось оставить Сегре, наняв его на ставку преподавателя с неполной занятостью, оплачиваемую Фондом Рокфеллера. Аналогичные меры он принял, чтобы сохранить своих докторантов Чиен-Шиун Ву (гражданин Китая) и Кеннета Росса Маккензи (гражданин Канады).
В сентябре 1941 года Олифант встретился с Лоуренсом и Оппенгеймером в Беркли с целью осмотра места для нового циклотрона 184 дюйма (4,7 м). Олифант, в свою очередь, дал гарантии, что он не будет следовать рекомендации британского комитета МАУД, который выступал за разработку атомной бомбы. В то время Лоуренс уже думал о проблеме разделения изотопов урана-235 и 238, известной сегодня как обогащение урана. Разделение изотопов урана было крайне затруднено, поскольку два изотопа имеют почти одинаковые химические свойства и могут быть разделены только постепенно, используя их небольшую разницу в массе. В 1934 году Олифант впервые разделил изотопы лития с помощью масс-спектрометра.
Лоуренс начал перестраивать старый 37-дюймовый циклотрон в масс-спектрометр внушительных размеров. По его рекомендации директор Манхэттенского проекта, бригадный генерал Лесли Р. Гроувс-младший назначил Оппенгеймера главой Лос-Аламосской лаборатории в Нью-Мексико. В то время как Радиационная лаборатория разработала процесс электромагнитного обогащения урана, лаборатория Лос-Аламоса спроектировала и построила атомные бомбы. Как и Радиационная лаборатория, она управлялась Калифорнийским университетом.
При электромагнитном разделении изотопов использовали устройства, известные как калютроны — гибриды двух лабораторных приборов: масс-спектрометра и циклотрона. Название произошло от аббревиатуры «Калифорнийских университетских циклотронов». В ноябре 1943 года к команде Лоуренса в Беркли присоединились 29 британских ученых, в том числе Олифант.
При электромагнитном разделении магнитное поле отклоняло заряженные частицы на угол, пропорциональный их массам. Этот процесс не был ни научно изящным, ни промышленно эффективным. По сравнению с установкой, основанной на технологии газовой диффузии, или ядерным реактором установка электромагнитного разделения потребляла более труднодоступные материалы, требовала больше человеческих ресурсов для функционирования и больше средств для строительства. Тем не менее, этот процесс был одобрен, поскольку он был основан на проверенных технологиях и, следовательно, был менее рискованным. Кроме того такая установка могла быть собрана в несколько стадий и затем быстро достичь производственных мощностей.

### Ок-Ридж
Проектированием и строительством станции электромагнитного разделения элементов в Ок-Ридже, Теннесси, которая получила название Y-12, занималась компания Stone&Webster. Станция предусматривала пять начальных этапов обработки материала, известных как Alpha-треки, и два блока для окончательной обработки, известные как Beta-треки. В сентябре 1943 года Гроувс разрешил строительство ещё четырёх ускоряющих треков, известных как Alpha II. Когда в октябре 1943 года завод был запущен для тестирования, выяснилось, что 14-тонные вакуумные баки выходят из строя из-за силы магнитов и должны быть закреплены более надежно. Более серьёзная проблема возникла, когда между магнитными катушками начало возникать короткое замыкание. Пытаясь разобраться в причине, Гроувс приказал разбить магнит и внутри была обнаружена ржавчина. После этого были разобраны ускоряющие треки, а магниты отправлены на завод для очистки. Результатом стало создание на заводе травильной установки для очистки труб и арматуры.
Истман был нанят для управления завода Y-12. ПервоначальноY-12 повысил содержание урана-235 с 13 до 15 % и в марте 1944 года первые несколько сотен граммов были отправлены в лабораторию Лос-Аламоса. Однако в связи с конструкцией оборудования были большие потери и только из части уранового сырья получился конечный продукт. Колоссальные усилия по восстановлению и совершенствованию оборудования помогли увеличить производство сырья урана-235 на 10 % к январю 1945 года. В феврале Alpha-треки начали получать немного обогащенный (1,4 %) продукт от новой установки термической диффузии S-50. В следующем месяце выход продукта от газодиффузионной установки K-25 увеличился до 5 %. К апрелю 1945 года К-25 производил уран, достаточно обогащенный для подачи непосредственно в Beta-треки.
16 июля 1945 года Лоуренс вместе с Чедвиком и Томасом наблюдали за ядерным испытанием первой атомной бомбы с кодовым названием Тринити. Вопрос об использовании нового оружия на Японии вызвал разногласия в среде ученых. В то время как Оппенгеймер выступал против демонстрации мощи нового оружия японским лидерам, Лоуренс был твердо убежден в том, что демонстрация — это разумная идея. Лоуренс чувствовал большую гордость за свое достижение при атомной бомбардировке Хиросимы без предупреждения.
Лоуренс надеялся, что Манхэттенский проект будет способствовать развитию калютронов и строительству ускорителей Alpha III. Однако они были признаны экономически невыгодными. Alpha-треки были закрыты в сентябре 1945 года. Несмотря на свои достойные характеристики, они не могли конкурировать с K-25 и K-27, который начал свою деятельность в январе 1946 года. В декабре завод Y-12 закрылся, тем самым сократив зарплату штата Истмена с 8 600 до 1500, что дало экономию 2 миллиона долларов в месяц. Численность персонала в Радиационной лаборатории упала с 1086 в мае 1945 года до 424 к концу года.

## Послевоенная карьера

### Большая наука
После окончания войны Лоуренс активно выступал за государственное финансирование крупных научных программ. Он был сторонником Большой науки с её стремлениями к крупным приборам и большим деньгам, и в 1946 году он запросил у Манхэттенского проекта сумму более 2 миллионов долларов на исследования в Радиационной лаборатории. Гроувс одобрил выделение денег, но сократил ряд программ, в том числе предложение Сиборга о сооружении «горячей» радиационной лаборатории в густонаселенном Беркли и предложение Джона Лоуренса о производстве медицинских изотопов, потому что теперь этот вопрос эффективнее решался благодаря ядерным реакторам. Ещё одним препятствием был Калифорнийский университет, который хотел отказаться от своих военных обязательств. Лоуренсу и Гроувсу удалось убедить Спроула продлить контракт. В 1946 году Манхэттенский проект выделил на развитие физики в Калифорнийском университете в 7 раз больше материальных средств, потраченных университетом.
184-дюймовый циклотрон был достроен благодаря деньгам Манхэттенского проекта. Он так же включил новые идеи Макмиллана и был завершен уже как синхротрон. Он начал работать 13 ноября 1946 года. С 1935 года Лоуренс активно участвовал в экспериментах вместе с Гарднером в попытке создать недавно обнаруженные пи-мезоны с помощью синхротрона, однако безуспешно. В 1948 году Лэттес использовал созданный учеными аппарат для обнаружения отрицательных пи-мезонов.
1 января 1947 года управление национальными лабораториями было передано вновь созданной Комиссии по атомной энергетике. В том же году Лоуренс запросил 15 миллионов долларов на свои проекты, в том числе на новый линейный ускоритель и новый синхротрон, который стал известен как беватрон. После переговоров университет согласился продлить истекающий контракт с Национальной лабораторией Лос-Аламоса ещё на четыре года, и назначить Норриса Брэдбери, который заменил Оппенгеймера, в октябре 1945 года на должность профессора. Вскоре после этого Лоуренс получил все средства, которые он запросил.
Несмотря на то, что Лоуренс голосовал за Франклина Рузвельта, он был республиканцем, который не одобрял усилия Оппенгеймера по объединению работников Радиационной лаборатории до войны, так как он считал это «левосторонней деятельностью». Лоуренс считал, что политическая деятельность является пустой тратой времени, в отличие от научных исследований. В атмосфере холодной войны в послевоенном Калифорнийском университете Лоуренс признал действия Комитета по неамериканской деятельности законными и не видел в их действиях ничего, связанного с проблемой свободы или прав человека. Он защищал людей в своей лаборатории, но ещё больше защищал репутацию лаборатории. Он был вынужден защищать некоторых сотрудников Радиационной лаборатории, например Роберта Сербера, дела которых изучались Советом по безопасности персонала Университета. Иногда он писал персональные отзывы в поддержку персонала. Когда проводились слушания об отмене допуска Роберта Оппенгеймера к работе, Лоуренс отказался присутствовать по причине болезни, но в его отсутствие была представлена стенограмма, в которой он критиковал Оппенгеймера. Успех Лоуренса в создании творческой совместной лаборатории оказался невозможным из-за враждебности и недоверия, возникшего в результате политической напряженности.

### Термоядерное оружие
Лоуренс был встревожен первым ядерным испытанием Советского Союза в августе 1949 года. Он решил, что верным ответным решением будет создать ещё более мощное ядерное оружие — водородную бомбу. Лоуренс предложил использовать ускорители вместо ядерных реакторов для получения нейтронов, необходимых для создания тритиевой бомбы. Сначала ученый предложил построить Mark I — прототип ценой 7 млн долларов США — линейный ускоритель с энергией 25 МэВ, под кодовым названием Materials Test Accelerator (MTA).
Вскоре он заговорил о новом, ещё более крупном МТА, известном как Маrk II, который мог бы производить тритий или плутоний из обедненного урана-238. Сербер и Сегре тщетно пытались объяснить технические проблемы, которые могут сделать устройство невыгодным, но Лоуренс считал, что эти слова звучат слишком непатриотично.
Лоуренс решительно поддержал кампанию Эдварда Теллера за вторую лаборатории ядерного оружия, которую Лоуренс предложил разместить вместе с MTA Mark I в Ливерморе, штат Калифорния. Лоуренсу и Теллеру пришлось согласовывать свою идею не только с Комиссией по атомной энергетике, которая не поддерживала идею, и с Лос-Аламосской национальной лабораторией, которая так же была непримиримо против, но даже со сторонниками, которые считали, что Чикаго является более подходящим для этого местом. Создание новой лаборатории в Ливерморе было окончательно утверждено 17 июля 1952 года, но строительство MTA Mark II было все же отменено. К этому времени Комиссия по атомной энергетике потратила 45 миллионов долларов на Mark I, который уже начал работу, но в основном использовался для производства полония для программы создания ядерного оружия. Между тем, Cosmotron в Национальной лаборатории Брукхейвена уже мог генерировать пучок с энергией 1 ГэВ.

### Смерть и наследие
В июле 1958 года президент Дуайт Д. Эйзенхауэр попросил Лоуренса приехать в Женеву, чтобы помочь провести переговоры с Советским Союзом о частичном запрете ядерных испытаний. Председатель AEC Льюис Штраус настаивал на участии Лоуренса. Лоуренс и Эйзенхауэр обсуждали развитие водородной бомбы, а Штраус помогал собирать средства для циклотрона Лоуренса в 1939 году. Штраус очень хотел, чтобы Лоуренс был частью женевской делегации, потому что Лоуренс, как известно, поддерживал продолжение ядерных испытаний. Несмотря на то, что Лоуренс страдал от обострившегося хронического язвенного колита, он хотел пойти, но заболел в Женеве и был отправлен обратно в больницу в Стэнфордском университете. Хирурги удалили большую часть его толстой кишки, но обнаружили другие заболевания, включая тяжелый атеросклероз в одной из его артерий. Он умер в больнице Пало-Алто 27 августа 1958 года. Его жена Молли не хотела публичных похорон, но согласилась на мемориальную службу в Первой конгрегационалистской церкви в Беркли. Президент Калифорнийского университета Кларк Керр произнес похоронную речь.
Всего через 23 дня после его смерти управляющий Калифорнийским университетом проголосовал за переименование двух исследовательских объектов университета в честь Лоуренса: Ливерморской национальной лаборатории и Национальной лаборатории Лоуренса в Беркли. Премия Эрнеста Орландо Лоуренса была создана в 1959 году. Химический элемент номер 103, обнаруженный в Национальной лаборатории Лоуренса Беркли в 1961 году, был назван лоуренсием в его честь. В 1968 году в честь Лоуренса был создан Лоуренский зал науки (the Lawrence Hall of Science).
В 1980-х годах вдова Лоуренса несколько раз обращалась к Совету управления Калифорнийского университета с просьбой удалить имя своего мужа из списка членов Ливерморской лаборатории, поскольку их внимание было сосредоточено на создании ядерного оружия, которое Лоуренс хотя и помогал строить, но ему каждый раз отказывали. Она пережила своего мужа более чем на 44 года и умерла 6 января 2003 года в Уолнат-Крик, штат Калифорния, в возрасте 92 лет.

## Современники о Лоуренсе
«До него существовала только „маленькая наука“, развиваемая в основном одинокими людьми, работающими со скромными средствами в небольших масштабах. После него — массовые промышленные и особенно правительственные расходы на рабочую силу и денежное финансирование сделали „большую науку“, проводимую крупными исследовательскими группами».
Джордж Б. Кауфман
«По мнению большинства коллег, Лоренс, похоже, почти не обращал внимания на математическую мысль. У него был необычный интуитивный подход ко всем физическим проблемам, и, когда ему объясняли новые идеи, он мог быстро разобраться в этом вопросе, не записывая дифференциальное уравнение для пояснения. Лоуренс говорил, что он не хочет, чтобы его беспокоили математические детали и просил „объяснить ему физику проблемы“. Можно было жить рядом с ним в течение многих лет и думать о нём как о почти математически неграмотном, но потом внезапно понимать, насколько мастерски он разбирается в математических аспектах магнетизма и электричества».
Луис Альварес

## Личная жизнь
В Йельском университете Лоуренс встретил Мэри Кимберли (Молли) Блюмер, старшую из четырёх дочерей Джорджа Блюмера, декана Йельской школы медицины. Они впервые встретились в 1926 году, а в 1931 году обручились.14 мая 1932 года они поженились в Троицкой церкви в Нью-Хейвене, Коннектикут. У них было шесть детей: Эрик, Маргарет, Мэри, Роберт, Барбара и Сьюзан. Лоуренс назвал своего сына Робертом в честь физика-теоретика Роберта Оппенгеймера, его ближайшего друга в Беркли. В 1941 году сестра Молли Элси вышла замуж за Эдвина Макмиллана, который в 1951 году получит Нобелевскую премию по химии.

## Личные качества
Эрнест Лоуренс был истинным патриотом своего дела. Занимался популяризацией науки, целиком отдавался работе. Его целеустремленность, настойчивость и квалифицированность привели к внушительному количеству престижных научных наград, включая достижение вершины славы для любого ученого — Нобелевской премии, а также к уважению и признанию со стороны коллег.

## Почести и награды
1937 г. — Медаль Эллиота Крессона
1937 г. — Медаль Хьюза в 1937 году
1938 г. — Премия Комстока по физике
1939 г. — Нобелевская премия по физике
1940 г. — Медаль и премия Дадделла
1942 г. — Медаль Холли
1945 г. — Силлимановская лекция
1946 г. — Медаль «За заслуги»
1948 г. — Назначен офицером Почетного легиона
1951 г. — Премия Уильяма Проктера за научные достижения
1952 г. — Медаль Фарадея
1957 г. — Премия Энрико Ферми от Комиссии по атомной энергетике
1958 г. — Премия Сильвуса Тайера от Военной академии США
1968 г. — В честь Лоуренса создан «Лоуренсовский зал науки» в пределах Национального зала славы изобретателей
Имеет 14 титулов почетного профессора, среди которых 13 от американских заведений и 1 от британского (г. Глазго).

## Киновоплощение
- фильм «Оппенгеймер» (англ. Oppenheimer) (Великобритания, США, 2023) — Джош Хартнетт